# Salernitana Calcio 1919 2010-2011
Questa voce raccoglie le informazioni riguardanti la Salernitana Calcio 1919 nelle competizioni ufficiali della stagione 2010-2011.

## Stagione

### Fase iniziale
Nella stagione 2010-2011 la Salernitana partecipa al campionato di Lega Pro Prima Divisione Girone A in seguito alla retrocessione avvenuta nel precedente campionato di Serie B. Avendo presentato in ritardo i documenti relativi al possesso dei requisiti economici fondamentali per l'iscrizione, i campani vengono penalizzati di 3 punti a campionato in corso. Nel corso del torneo i punti di penalizzazione giungeranno a 6 per via delle diverse lacune finanziarie della società.
La squadra, allenata da Roberto Breda, parte inizialmente bene nel torneo, assestandosi tra le primissime posizioni in classifica. Tuttavia in seguito a problemi relativi al mancato pagamento degli stipendi ai giocatori, i campani subiscono un vistoso calo di risultati che porteranno la Salernitana a piazzarsi a metà classifica.

### Dal mercato di gennaio al tentativo di cessione: il caso Joseph Cala
Nel mercato di riparazione di gennaio la dirigenza decide di privarsi di giocatori importanti come Roberto Merino e di ingaggiarne di nuovi come Fabinho (giunto in prestito dall'Udinese): in questo modo la squadra agli inizi di febbraio 2011 ritorna in zona play off. Nello stesso mese accade un episodio del tutto singolare, perché la proprietà della Salernitana passa provvisoriamente all'imprenditore italo-americano Joseph Cala, ma dopo undici giorni il pacchetto azionario ritorna alla Energy Sport (di Lombardi) che esercita la clausola rescissoria per via del mancato versamento della somma pattuita da parte dell'acquirente.
In seguito all'episodio, che il sindaco della città non esiterà a definire "vergognoso", lo scopo dichiarato di Antonio Lombardi sarà quello di "traghettare" la società verso la cessione a nuovi imprenditori. Intanto la Salernitana continua a fare bene in campionato, e all'inizio di marzo si ritrova in terza posizione, in piena zona play off.
Nel frattempo ad aprile l'allora sindaco di Salerno Vincenzo De Luca decide di venire in soccorso della Salernitana offrendogli tre sponsor partecipati dal Comune ("SalernoEnergia", "Centrale del Latte", "Salerno Mobilità") e congelando la seconda rata del debito che la società granata ha nei confronti dello stesso Comune.

### Il mancato ritorno in B e nuovo tentativo di cessione
Nel mese di aprile, subendo una sconfitta a Verona per 2-1 e riuscendo soltanto a pareggiare per 1-1 contro la diretta concorrente per un posto valevole per i play off (l'Alessandria) e ottenendo lo stesso risultato a Ravenna, la Salernitana viene scavalcata in classifica dall'Hellas Verona e si ritrova quinta (nell'ultima posizione utile), ma a pari merito con la Reggiana con 44 punti.
Tuttavia nella domenica del 1º maggio i veronesi pareggiano in casa del Pavia e la Reggiana in casa del Bassano Virtus, e inoltre l'Alessandria viene sconfitta dal Monza, cosicché la Salernitana, vincendo per 2-0 contro il Como (grazie alle reti di Ayres e Aurelio), a due giornate dal termine del campionato risulta quarta con 47 punti e a soli due punti in meno della terza in classifica Alessandria.
La Salernitana conferma il quarto posto battendo, all'ultima giornata, per 2-1 la capolista Gubbio (già promossa in B) con reti granata di Dino Fava e del giovane Montella su assisti di Francesco Montervino. La Salernitana ottiene così sul campo, malgrado le penalizzazioni e le travagliate vicende societarie, la qualificazione ai play off.
Intanto il sindaco di Salerno Enzo De Luca dimostra di sostenere la causa granata impegnandosi in prima persona già da diverse settimane a cercare nuovi acquirenti per la società dopo la mancata cessione alla Cala Corporation. Inoltre va a far visita ai giocatori nel corso di un'amichevole (vinta 15-0, contro la polisportiva Valentino Mazzola di Capezzano) disputata dalla squadra qualche giorno prima di giocare contro l'Alessandria nella gara valevole per i play off. In virtù di tanto interesse nei confronti della principale squadra della città, i dirigenti della Salernitana si dichiarano soddisfatti di ciò che sta facendo il primo cittadino appena rieletto.

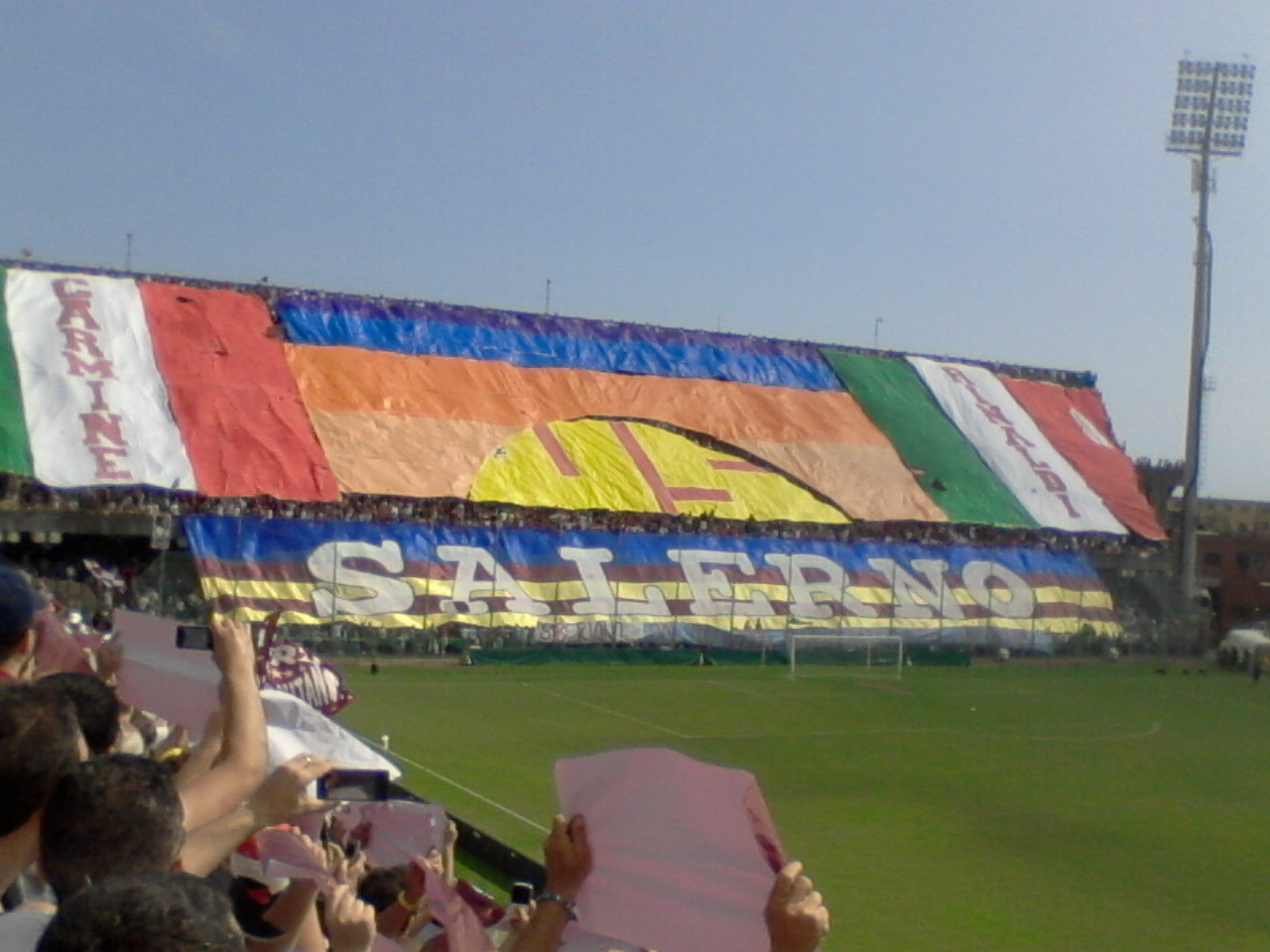
Coreografia Curva Sud della Salernitana nello Stadio Arechi dedicata al capo ultrà Carmine Rinaldi, scomparso due anni prima, in occasione della gara Salernitana-Alessandria, semifinale Play-off di Lega Pro Prima Divisione del 29 maggio 2011

La Salernitana, davanti a circa ventimila spettatori non riesce a vincere in casa propria contro l'Alessandria, sebbene questi ultimi giocassero in nove uomini per via delle espulsioni di due calciatori piemontesi. Pertanto la gara di andata della semifinale dei play off si conclude con un 1-1. La gara di ritorno invece osserva i granata dapprima in svantaggio per 1-0 (gol in contropiede di Croce) a trenta minuti dal termine, ma successivamente un calcio di rigore concesso ai salernitani e concretizzato da Carrus che subito dopo farà doppietta, e il 3-1 finale siglato da Fabinho consentiranno alla squadra campana di passare al turno successivo, vale a dire la finale, che sarà disputata contro la Hellas Verona.
A causa di due calci di rigore concessi al Verona nella gara di andata conclusasi con un 2-0 per i padroni di casa, e per effetto di un calcio di rigore segnato nella gara di ritorno a Salerno da Carrus per la Salernitana, la finale viene complessivamente vinta dai veneti per 2-1, pertanto i granata nella prossima stagione non militeranno in Serie B.
A campionato appena concluso proseguono le trattative per la cessione della società a una nuova cordata di soci. L'uomo che si è detto disposto a rivelare il club è Cesarano, imprenditore di Pompei. Tuttavia al 1º luglio non risulta ancora nessun accordo formale tra le parti interessate, e il futuro della Salernitana appare incerto. Nel frattempo, attraverso una approvazione di una delibera di giunta per la concessione dello Stadio Arechi (requisito indispensabile per l'iscrizione al prossimo torneo di Lega Pro Prima Divisione), il sindaco De Luca dichiara di aver chiuso un occhio relativamente ai debiti che la società granata ha nei confronti dell'amministrazione comunale.

### La mancata cessione e il fallimento
Alla data del 12 luglio la Salernitana viene definitivamente esclusa dalla Lega Pro poiché, vista la criticità delle condizioni economiche e dei debiti accumulati, non varrebbe nemmeno la pena di presentare alcun tipo di ricorso per essere riammessi. Dopo sei anni si conclude così il ciclo di Lombardi alla guida della principale squadra di Salerno. Mai nella sua storia la Salernitana aveva conosciuto la militanza in categorie inferiori al terzo livello nazionale, ma dalla stagione successiva tale primato sarà spezzato.

## Divise e sponsor
Lo sponsor tecnico per la stagione 2010-2011 è Givova, lo sponsor ufficiale non è presente, mentre il co-sponsor è Martos Gruppo Finanziario. Il colore delle divise di gioco è, come di consueto, il granata per la prima maglia, bianco per la seconda, e bianco-azzurro (storico colore della prima maglia) per la terza uniforme.
| 1ª divisa | 2ª divisa | 3ª divisa |

## Organigramma societario
Area direttiva
- Direttore generale: Antonio Loschiavo
- Direttore sportivo: Nicola Salerno
- Segretario: Sergio Leoni
- Addetto agli arbitri:
- Responsabile Comunicazione: Vincenzo Casciello
- Addetto stampa: Massimiliano Amato
- Segreteria presidenza:

Area tecnica
- Allenatore: Roberto Breda
- Allenatore in seconda: Luigi Genovese
- Preparatore atletico: Giovanni Saffioti
- Collaboratore tecnico: Vito Chimenti
- Preparatore portieri: Stefano Grilli

Area sanitaria
- Responsabile Sanitario: Andrea D'Alessandro
- Medico Sociale: Riccardo Cardasco
- Fisioterapista: Salvatore Carmando

## Rosa
fonti
| N. |                    | Ruolo | Calciatore                 |
| -- | ------------------ | ----- | -------------------------- |
|    | Italia (bandiera)  | P     | Nicholas Caglioni          |
|    | Italia (bandiera)  | P     | Angelo Di Stasio           |
|    | Italia (bandiera)  | P     | Rino Iuliano               |
|    | Italia (bandiera)  | P     | Ciro Polito                |
|    | Italia (bandiera)  | D     | Salvatore Accursi          |
|    | Italia (bandiera)  | D     | Osvaldo Acquaviva          |
|    | Italia (bandiera)  | D     | Errico Altobello           |
|    | Italia (bandiera)  | D     | Jacopo Balestri            |
|    | Italia (bandiera)  | D     | Salvatore D'Alterio        |
|    | Brasile (bandiera) | D     | Jefferson Alves Oliveira   |
|    | Italia (bandiera)  | D     | Matteo Legittimo           |
|    | Italia (bandiera)  | D     | Michele Murolo             |
|    | Italia (bandiera)  | D     | Vincenzo Pastore           |
|    | Italia (bandiera)  | D     | Maurizio Peccarisi         |
|    | Malta (bandiera)   | D     | Enrico Pepe                |
|    | Italia (bandiera)  | D     | Andrea Pippa               |
|    | Italia (bandiera)  | D     | Salvatore Russo (capitano) |
|    | Italia (bandiera)  | C     | Daniele Cirillo            |
|    | Italia (bandiera)  | C     | Davide Carcuro             |
|    | Italia (bandiera)  | C     | Davide Carrus              |

| N. |                      | Ruolo | Calciatore           |
| -- | -------------------- | ----- | -------------------- |
|    | Italia (bandiera)    | C     | Domenico Franco      |
|    | Italia (bandiera)    | C     | Vincenzo Giannusa    |
|    | Italia (bandiera)    | C     | Francesco Montervino |
|    | Italia (bandiera)    | C     | Manolo Pestrin       |
|    | Ungheria (bandiera)  | C     | Lóránd Szatmári      |
|    | Italia (bandiera)    | C     | Andrea Tricarico     |
|    | Italia (bandiera)    | A     | Salvatore Aurelio    |
|    | Brasile (bandiera)   | A     | Fabinho              |
|    | Italia (bandiera)    | A     | Marcello Falzerano   |
|    | Italia (bandiera)    | A     | Dino Fava Passaro    |
|    | Italia (bandiera)    | A     | Vincenzo Pepe        |
|    | Italia (bandiera)    | A     | Gianluca Litteri     |
|    | Perù (bandiera)      | A     | Roberto Merino       |
|    | Italia (bandiera)    | A     | Adriano Montalto     |
|    | Italia (bandiera)    | A     | Antonio Montella     |
|    | Italia (bandiera)    | A     | Luca Orlando         |
|    | Italia (bandiera)    | A     | Antonino Ragusa      |
|    | Italia (bandiera)    | A     | Elio Siano           |
|    | Rep. Ceca (bandiera) | A     | Jaroslav Šedivec     |

## Calciomercato
fonte:transfermarkt.it

### Sessione estiva(dall'1/7 al 31/8)
| Acquisti | Acquisti           | Acquisti               | Acquisti                    |
| R.       | Nome               | da                     | Modalità                    |
| -------- | ------------------ | ---------------------- | --------------------------- |
| P        | Angelo Di Stasio   | Salernitana Berretti   |                             |
| D        | Salvatore Accursi  | Perugia                | svincolato                  |
| D        | Errico Altobello   | Messina                | ???                         |
| D        | Franco Agresta     | Salernitana Berretti   |                             |
| D        | Matteo Legittimo   | Lecce                  | ???                         |
| D        | Michele Murolo     | Progreditur Marcianise | svincolato                  |
| D        | Stefano Squitieri  | Rieti                  | fine prestito               |
| D        | Vincenzo Pastore   | Salernitana Berretti   |                             |
| C        | Daniele Cirillo    | Salernitana Berretti   |                             |
| C        | Marcello Falzerano | Salernitana Berretti   |                             |
| C        | Domenico Franco    | Salernitana Berretti   |                             |
| C        | Vincenzo Giannusa  | Potenza                | fine prestito               |
| C        | Diego Minella      | Ascoli                 | fine prestito               |
| C        | Manolo Pestrin     | Torino                 | fine prestito               |
| C        | Antonino Ragusa    | Genoa                  | prestito fino al 30-06-2011 |
| C        | Lóránd Szatmári    | Reggina                | prestito fino al 30-06-2011 |
| A        | Gianluca Litteri   | Inter                  | prestito fino al 30-06-2011 |
| A        | Antonio Montella   | Catanzaro              | ???                         |
| A        | Luca Orlando       | Salernitana Berretti   |                             |
| A        | Elio Siano         | Salernitana Berretti   |                             |
| A        | Jaroslav Šedivec   | Triestina              | svincolato                  |

| Cessioni | Cessioni            | Cessioni     | Cessioni                    |
| R.       | Nome                | a            | Modalità                    |
| -------- | ------------------- | ------------ | --------------------------- |
| P        | Piero Robertiello   | Chievo       | ???                         |
| D        | Francesco Agresta   | Campobasso   | ???                         |
| D        | Alessandro Bastrini | Sampdoria    | fine prestito               |
| D        | Luca Fusco          |              | svincolato                  |
| D        | Gianluca Galasso    | Bari         | fine prestito               |
| D        | Geōrgios Kyriazīs   |              | svincolato                  |
| D        | Stefano Squitieri   | Sapri        | prestito fino al 30-06-2011 |
| D        | Mariano Stendardo   |              | svincolato                  |
| C        | Luca Brunetti       | Guidonia     | svincolato                  |
| C        | Andrea Capone       |              | svincolato                  |
| C        | Daniele Cirillo     | Matera       | prestito fino al 30-06-2011 |
| C        | Francesco Cozza     |              | fine carriera               |
| C        | Vincenzo Giannusa   | Latina       | ???                         |
| C        | Abderrazzak Jadid   | Parma        | ???                         |
| C        | Diego Minella       |              | svincolato                  |
| C        | Evans Soligo        | L.R. Vicenza | svincolato                  |
| A        | Francesco Caputo    | Bari         | fine prestito               |
| A        | Federico Dionisi    | Livorno      | fine prestito               |
| A        | Luca Orlando        | Pro Vercelli | prestito fino al 30-06-2011 |

### Sessione invernale(dal 3/1 al 31/1)
| Acquisti | Acquisti                 | Acquisti   | Acquisti                    |
| R.       | Nome                     | da         | Modalità                    |
| -------- | ------------------------ | ---------- | --------------------------- |
| P        | Nicholas Caglioni        | Pro Patria | definitivo                  |
| D        | Salvatore D'Alterio      | Pescara    | prestito fino al 30-06-2011 |
| D        | Jefferson Alves Oliveira | Udinese    | prestito fino al 30-06-2011 |
| C        | Mattia Bennardo          | Gaeta      | ???                         |
| A        | Salvatore Aurelio        | Frosinone  | prestito fino al 30-06-2011 |
| A        | Fabinho                  | Udinese    | prestito fino al 30-06-2011 |

| Cessioni | Cessioni         | Cessioni       | Cessioni                    |
| R.       | Nome             | a              | Modalità                    |
| -------- | ---------------- | -------------- | --------------------------- |
| D        | Enrico Pepe      | Siracusa       | prestito fino al 30-06-2011 |
| D        | Vincenzo Pastore | Melfi          | prestito                    |
| C        | Roberto Merino   | Unión Comercio | prestito fino al 30-06-2011 |
| C        | Manolo Pestrin   | Frosinone      | ???                         |
| A        | Elio Siano       | Casertana      | svincolato                  |

### Operazioni esterne alle sessioni
| Acquisti | Acquisti      | Acquisti | Acquisti   |
| R.       | Nome          | da       | Modalità   |
| -------- | ------------- | -------- | ---------- |
| C        | Davide Carrus |          | svincolato |

| Cessioni | Cessioni | Cessioni | Cessioni |
| R.       | Nome     | a        | Modalità |
| -------- | -------- | -------- | -------- |

## Risultati

### Lega Pro Prima Divisione

#### Girone di andata
| Arbitro: | Santonocito (Abbiategrasso) |

|                     |           |                            |
| Togni 27’ Terra 86’ | Marcatori | 7’ Ragusa 46’ Fava Passaro |

| Arbitro: | Bellutti (Trento) |

|  |           |               |
|  | Marcatori | 74’ Galabinov |

| Arbitro: | Fabbri (Ravenna) |

|  |           |             |
|  | Marcatori | 44’ Carcuro |

| Arbitro: | Barbiero (Vicenza) |

|                          |           |  |
| Murolo 15’ Falzerano 35’ | Marcatori |  |

| Arbitro: | Bolano (Livorno) |

|                           |           |  |
| Simeoni 51’ Rodriguez 70’ | Marcatori |  |

| Arbitro: | Saia (Palermo) |

|                                   |           |            |
| Fava Passaro 30’, 65’ Carcuro 38’ | Marcatori | 57’ Caridi |

| Arbitro: | Tidona (Torino) |

|            |           |  |
| Merino 40’ | Marcatori |  |

| Arbitro: | Viti (Campobasso) |

|            |           |                        |
| Fofana 50’ | Marcatori | 14’ Ragusa 87’ Litteri |

| Arbitro: | Aureliano (Bologna) |

|                           |           |  |
| Szatmári 6’ Legittimo 59’ | Marcatori |  |

| Arbitro: | Del Giovane (Albano Laziale) |

|                            |           |  |
| Mateos 44’ Guariniello 53’ | Marcatori |  |

| Arbitro: | Mariani (Aprilia) |

|                   |           |            |
| Vitofrancesco 70’ | Marcatori | 65’ Merino |

| Arbitro: | Di Paolo (Avezzano) |

|                              |           |                          |
| Fava Passaro 11’ Litteri 71’ | Marcatori | 90+3’ (rig.) G. Esposito |

| Arbitro: | Coccia (San Benedetto del Tronto) |

|                                      |           |            |
| Martini 53’ Damonte 75’ Scappini 89’ | Marcatori | 70’ Ragusa |

| Arbitro: | Soricaro (Barletta) |

|                       |           |                |
| Montervino 79’ (rig.) | Marcatori | 90+5’ D. Rosso |

| Arbitro: | Gavillucci (Latina) |

|                        |           |            |
| Filipe 21’ Morandi 75’ | Marcatori | 17’ Carrus |

| Arbitro: | Borriello (Mantova) |

|                 |           |             |
| A. Montalto 80’ | Marcatori | 83’ Maschio |

| Arbitro: | Pasqua (Tivoli) |

|                             |           |                    |
| Briganti 32’, 51’ Gómez 60’ | Marcatori | 45+1’ Fava Passaro |

#### Girone di ritorno
| Arbitro: | Irrati (Pistoia) |

|            |           |                                             |
| Ragusa 20’ | Marcatori | 16’ Carlini 29’, 85’ Paulinho 79’ Pignalosa |

| Arbitro: | Di Bello (Brindisi) |

|                |           |                                  |
| F. Ferrari 37’ | Marcatori | 15’, 65’ Fava Passaro 47’ Carrus |

| Arbitro: | Castrignanò (Brindisi) |

|                                |           |         |
| Carcuro 49’ Brugger 90’ (aut.) | Marcatori | 6’ Kiem |

| Pagani 23 gennaio 2011 21ª giornata | Paganese         | 0 – 0 referto | Salerno | Stadio Marcello Torre (1.350 spett.)\| Arbitro: \| Fabbri (Ravenna) \| |
| Arbitro:                            | Fabbri (Ravenna) |               |         |                                                                        |

| Arbitro: | Cafari Panico (Cassino) |

|                  |           |  |
| Fava Passaro 52’ | Marcatori |  |

| Arbitro: | Sguizzato (Verona) |

|              |           |                      |
| Veronese 90’ | Marcatori | 40’, 53’ A. Montalto |

| Arbitro: | De Benedictis (Bari) |

|                       |           |                     |
| Basso 37’ Comazzi 55’ | Marcatori | 46’ (aut.) Fiorillo |

| Arbitro: | Pairetto (Nichelino) |

|                                    |           |  |
| Carrus 33’ (rig.) Fabinho 61’, 73’ | Marcatori |  |

| Arbitro: | Barbiero (Vicenza) |

|                                       |           |                                         |
| Djokovic 66’ Iacopino 41’ (rig.), 69’ | Marcatori | 19’ Fabinho 47’ Altobello 74’ Jefferson |

| Arbitro: | Di Paolo (Avezzano) |

|                              |           |  |
| Ragusa 54’ Carrus 58’ (rig.) | Marcatori |  |

| Arbitro: | Abbattista (Molfetta) |

|                        |           |                      |
| Ragusa 58’ Carcuro 87’ | Marcatori | 26’ (aut.) Jefferson |

| Arbitro: | Di Bello (Brindisi) |

|                                    |           |            |
| Peccarisi 9’ (aut.) N. Ferrari 86’ | Marcatori | 31’ Carrus |

| Arbitro: | Irrati (Pistoia) |

|            |           |              |
| Fabinho 4’ | Marcatori | 14’ Scappini |

| Arbitro: | De Benedectis (Bari) |

|              |           |               |
| Lapadula 79’ | Marcatori | 62’ Peccarisi |

| Arbitro: | Penno (Nichelino) |

|                        |           |  |
| Fabinho 7’ Aurelio 88’ | Marcatori |  |

| Arbitro: | Gavillucci (Latina) |

|  |           |               |
|  | Marcatori | 61’ Altobello |

| Arbitro: | Abbattista (Molfetta) |

|                                  |           |           |
| Fava Passaro 55’ A. Montella 83’ | Marcatori | 73’ Gómez |

### Play-off

#### Semifinale
| Arbitro: | Di Paolo (Avezzano) |

|             |           |             |
| Fabinho 66’ | Marcatori | 35’ Martini |

| Arbitro: | Viti (Campobasso) |

|             |           |                               |
| Martini 61’ | Marcatori | 66’, 72’ Carrus 90+3’ Fabinho |

#### Finale
| Arbitro: | Di Bello (Brindisi) |

|                                   |           |  |
| N. Ferrari 18’ (rig.), 68’ (rig.) | Marcatori |  |

| Arbitro: | Di Paolo (Avezzano) |

|                     |           |  |
| Carrus 45+1’ (rig.) | Marcatori |  |

### Coppa Italia
| Arbitro: | Roca (Foggia) |

|  |           |                             |
|  | Marcatori | 32’ M. Romano 59’ A. Romano |

### Coppa Italia Lega Pro
| Arbitro: | Operato (Isernia) |

|                              |           |             |
| Infantino 94’ Menicozzo 102’ | Marcatori | 124’ Ragusa |

## Statistiche

### Statistiche di squadra
| Competizione             | Punti | In casa | In casa | In casa | In casa | In casa | In casa | In trasferta | In trasferta | In trasferta | In trasferta | In trasferta | In trasferta | Totale | Totale | Totale | Totale | Totale | Totale | DR  |
| Competizione             | Punti | G       | V       | N       | P       | Gf      | Gs      | G            | V            | N            | P            | Gf           | Gs           | G      | V      | N      | P      | Gf     | Gs     | DR  |
| ------------------------ | ----- | ------- | ------- | ------- | ------- | ------- | ------- | ------------ | ------------ | ------------ | ------------ | ------------ | ------------ | ------ | ------ | ------ | ------ | ------ | ------ | --- |
| Lega Pro Prima Divisione | 54    | 17      | 12      | 3       | 2       | 28      | 13      | 17           | 5            | 5            | 7            | 21           | 26           | 34     | 17     | 8      | 9      | 49     | 39     | +10 |
| Playoff                  | -     | 2       | 1       | 1       | 0       | 2       | 1       | 2            | 1            | 0            | 1            | 3            | 3            | 4      | 2      | 1      | 1      | 5      | 4      | +1  |
| Coppa Italia             | -     | 1       | 0       | 0       | 1       | 0       | 2       | -            | -            | -            | -            | -            | -            | 1      | 0      | 0      | 1      | 0      | 2      | -2  |
| Coppa Italia Lega Pro    | -     | -       | -       | -       | -       | -       | -       | 1            | 0            | 0            | 1            | 1            | 2            | 1      | 0      | 0      | 1      | 1      | 2      | -1  |
| Totale                   | -     | 20      | 13      | 4       | 3       | 30      | 16      | 20           | 6            | 5            | 9            | 25           | 31           | 40     | 19     | 9      | 12     | 55     | 47     | +8  |

La società ha subito 7 punti di penalizzazione, di cui 2 annullati.

### Andamento in campionato
| Giornata  | 1 | 2  | 3 | 4 | 5 | 6 | 7 | 8 | 9 | 10 | 11 | 12 | 13 | 14 | 15 | 16 | 17 | 18 | 19 | 20 | 21 | 22 | 23 | 24 | 25 | 26 | 27 | 28 | 29 | 30 | 31 | 32 | 33 | 34 |
| --------- | - | -- | - | - | - | - | - | - | - | -- | -- | -- | -- | -- | -- | -- | -- | -- | -- | -- | -- | -- | -- | -- | -- | -- | -- | -- | -- | -- | -- | -- | -- | -- |
| Luogo     | T | C  | T | C | T | C | C | T | C | T  | T  | C  | T  | C  | T  | C  | T  | C  | T  | C  | T  | C  | T  | T  | C  | T  | C  | C  | T  | C  | T  | C  | T  | C  |
| Risultato | N | P  | V | V | P | V | V | V | V | P  | N  | V  | P  | N  | P  | N  | P  | P  | R  | V  | N  | V  | V  | P  | V  | N  | V  | V  | P  | N  | N  | V  | V  | V  |
| Posizione | 6 | 15 | 9 | 3 | 7 | 4 | 3 | 1 | 1 | 2  | 2  | 4  | 5  | 6  | 7  | 6  | 7  | 9  | 11 | 8  | 8  | 5  | 5  | 5  | 5  | 4  | 4  | 3  | 4  | 4  | 5  | 4  | 4  | 4  |

Fonte:  DIVISIONE 1 GIRONE B STATISTICA, su lega-pro.com.
Legenda:

Luogo: N = Campo neutro; C = Casa; T = Trasferta. Risultato: R = Rinviata; V = Vittoria; N = Pareggio; P = Sconfitta.
- = Turno di riposo.

### Statistiche dei giocatori
Sono in corsivo i calciatori che hanno lasciato la società a stagione in corso.
| Giocatore       | Lega Pro Prima Divisione | Lega Pro Prima Divisione | Lega Pro Prima Divisione | Lega Pro Prima Divisione | Coppa Italia | Coppa Italia | Coppa Italia | Coppa Italia | Coppa Italia Lega Pro | Coppa Italia Lega Pro | Coppa Italia Lega Pro | Coppa Italia Lega Pro | Totale   | Totale | Totale      | Totale     |
| Giocatore       | Presenze                 | Reti                     | Ammonizioni              | Espulsioni               | Presenze     | Reti         | Ammonizioni  | Espulsioni   | Presenze              | Reti                  | Ammonizioni           | Espulsioni            | Presenze | Reti   | Ammonizioni | Espulsioni |
| --------------- | ------------------------ | ------------------------ | ------------------------ | ------------------------ | ------------ | ------------ | ------------ | ------------ | --------------------- | --------------------- | --------------------- | --------------------- | -------- | ------ | ----------- | ---------- |
| N. Caglioni     | 15+3                     | -13+-3                   | 2                        | 0+1                      | -            | -            | -            | -            | -                     | -                     | -                     | -                     | 18       | -16    | 2           | 1          |
| A. Di Stasio    | 0                        | 0                        | 0                        | 0                        | -            | -            | -            | -            | -                     | -                     | -                     | -                     | 0        | 0      | 0           | 0          |
| R. Iuliano      | 1+2                      | -1+-1                    | 0                        | 0                        | 0            | 0            | 0            | 0            | 1                     | -2                    | 0                     | 0                     | 4        | -4     | 0           | 0          |
| C. Polito       | 18+0                     | -25                      | 1                        | 0                        | 1            | -2           | 0            | 0            | 0                     | 0                     | 0                     | 0                     | 19       | -27    | 1           | 0          |
| S. Accursi      | 21+3                     | 0                        | 6+2                      | 1                        | -            | -            | -            | -            | 1                     | 0                     | 0                     | 0                     | 25       | 0      | 8           | 1          |
| O. Acquaviva    | -                        | -                        | -                        | -                        | 0            | 0            | 0            | 0            | -                     | -                     | -                     | -                     | 0        | 0      | 0           | 0          |
| E. Altobello    | 19+3                     | 2                        | 3+2                      | 0                        | 1            | 0            | 0            | 0            | 1                     | 0                     | 0                     | 0                     | 24       | 2      | 5           | 0          |
| J. Balestri     | 22                       | 0                        | 4                        | 0                        | -            | -            | -            | -            | 1                     | 0                     | 0                     | 0                     | 23       | 0      | 4           | 0          |
| S. D'Alterio    | 15+3                     | 0                        | 2+3                      | 1                        | -            | -            | -            | -            | -                     | -                     | -                     | -                     | 18       | 0      | 5           | 1          |
| A. O. Jefferson | 16+3                     | 1                        | 3                        | 0                        | -            | -            | -            | -            | -                     | -                     | -                     | -                     | 19       | 1      | 3           | 0          |
| M. Legittimo    | 20                       | 1                        | 5                        | 1                        | 1            | 0            | 0            | 0            | 0                     | 0                     | 0                     | 0                     | 21       | 1      | 5           | 1          |
| M. Murolo       | 18+1                     | 1                        | 4                        | 1                        | -            | -            | -            | -            | -                     | -                     | -                     | -                     | 19       | 1      | 4           | 1          |
| V. Pastore      | -                        | -                        | -                        | -                        | 1            | 0            | 0            | 0            | -                     | -                     | -                     | -                     | 1        | 0      | 0           | 0          |
| M. Peccarisi    | 18+1                     | 1                        | 7+1                      | 2                        | -            | -            | -            | -            | 0                     | 0                     | 0                     | 0                     | 19       | 1      | 8           | 2          |
| E. Pepe         | 1                        | 0                        | 0                        | 0                        | -            | -            | -            | -            | -                     | -                     | -                     | -                     | 1        | 0      | 0           | 0          |
| A. Pippa        | 14+4                     | 0                        | 4+1                      | 0                        | 0            | 0            | 0            | 0            | 1                     | 0                     | 0                     | 0                     | 19       | 0      | 5           | 0          |
| S. Russo        | 2+1                      | 0                        | 0                        | 0                        | 1            | 0            | 0            | 0            | 1                     | 0                     | 0                     | 0                     | 5        | 0      | 0           | 0          |
| D. Cirillo      | -                        | -                        | -                        | -                        | 1            | 0            | 0            | 0            | -                     | -                     | -                     | -                     | 1        | 0      | 0           | 0          |
| D. Carcuro      | 27+3                     | 4                        | 6                        | 0                        | -            | -            | -            | -            | -                     | -                     | -                     | -                     | 30       | 4      | 6           | 0          |
| D. Carrus       | 23+4                     | 5+3                      | 3                        | 0                        | -            | -            | -            | -            | -                     | -                     | -                     | -                     | 27       | 8      | 3           | 0          |
| D. Franco       | 7+0                      | 0                        | 0                        | 0                        | 1            | 0            | 0            | 0            | 1                     | 0                     | 0                     | 0                     | 9        | 0      | 0           | 0          |
| V. Giannusa     | -                        | -                        | -                        | -                        | 0            | 0            | 0            | 0            | -                     | -                     | -                     | -                     | 0        | 0      | 0           | 0          |
| F. Montervino   | 17+3                     | 1                        | 6+2                      | 2                        | 1            | 0            | 0            | 0            | -                     | -                     | -                     | -                     | 21       | 1      | 8           | 2          |
| M. Pestrin      | 13                       | 0                        | 5                        | 3                        | -            | -            | -            | -            | 0                     | 0                     | 0                     | 0                     | 13       | 0      | 5           | 3          |
| L. Szatmári     | 21+3                     | 1                        | 0                        | 0                        | -            | -            | -            | -            | 1                     | 0                     | 0                     | 0                     | 25       | 1      | 0           | 0          |
| A. Tricarico    | 7                        | 0                        | 0                        | 0                        | 1            | 0            | 0            | 0            | 1                     | 0                     | 0                     | 0                     | 9        | 0      | 0           | 0          |
| S. Aurelio      | 9+4                      | 1                        | 0                        | 0                        | -            | -            | -            | -            | -                     | -                     | -                     | -                     | 13       | 1      | 0           | 0          |
| Fabinho         | 15+4                     | 5+2                      | 1+1                      | 0                        | -            | -            | -            | -            | -                     | -                     | -                     | -                     | 19       | 7      | 2           | 0          |
| M. Falzerano    | 15                       | 1                        | 1                        | 0                        | -            | -            | -            | -            | 1                     | 0                     | 0                     | 0                     | 16       | 1      | 1           | 0          |
| D. Fava         | 29+4                     | 9                        | 1                        | 0                        | 1            | 0            | 0            | 0            | -                     | -                     | -                     | -                     | 34       | 9      | 1           | 0          |
| V. Pepe         | 4                        | 0                        | 1                        | 0                        | 1            | 0            | 0            | 0            | -                     | -                     | -                     | -                     | 5        | 0      | 1           | 0          |
| G. Litteri      | 17+1                     | 2                        | 2                        | 0                        | -            | -            | -            | -            | 1                     | 0                     | 0                     | 0                     | 19       | 2      | 2           | 0          |
| R. Merino       | 13                       | 2                        | 1                        | 0                        | 1            | 0            | 0            | 0            | 1                     | 0                     | 0                     | 0                     | 15       | 2      | 1           | 0          |
| A. Montalto     | 12+1                     | 3                        | 0                        | 0                        | -            | -            | -            | -            | -                     | -                     | -                     | -                     | 13       | 3      | 0           | 0          |
| A. Montella     | 5+1                      | 1                        | 0+1                      | 0                        | -            | -            | -            | -            | -                     | -                     | -                     | -                     | 6        | 1      | 1           | 0          |
| L. Orlando      | -                        | -                        | -                        | -                        | 1            | 0            | 0            | 0            | -                     | -                     | -                     | -                     | 1        | 0      | 0           | 0          |
| A. Ragusa       | 32+4                     | 6                        | 8+1                      | 0                        | -            | -            | -            | -            | 1                     | 1                     | 0                     | 0                     | 37       | 7      | 9           | 0          |
| E. Siano        | -                        | -                        | -                        | -                        | -            | -            | -            | -            | 1                     | 0                     | 0                     | 0                     | 1        | 0      | 0           | 0          |
| J. Šedivec      | 6                        | 0                        | 0                        | 0                        | -            | -            | -            | -            | -                     | -                     | -                     | -                     | 6        | 0      | 0           | 0          |

## Giovanili

### Organigramma societario
Area direttiva
- Responsabile: Gaetano Zeoli
- Segretario: Vincenzo D'Ambrosio
- Attività di base: Francesco La Corte Pugliese

### Piazzamenti
- Berretti: 3º posto,[32] eliminati ai quarti di finale[33]
- Allievi nazionali: 9º posto[34]
- Giovanissimi Nazionali: 1º posto[35] eliminati agli ottavi di finale[33]